# ایرینا تولکونوا
ایرینا تولکونوا (روسی: Ирина Ивановна Толкунова؛ زادهٔ ۲ ژوئن ۱۹۷۱) ورزشکار واترپلو اهل روسیه است.
وی در مسابقات کشوری و بین‌المللی در مجموع برندهٔ ۳ مدال برنز شده‌است.